# 昭和天皇誤導事件

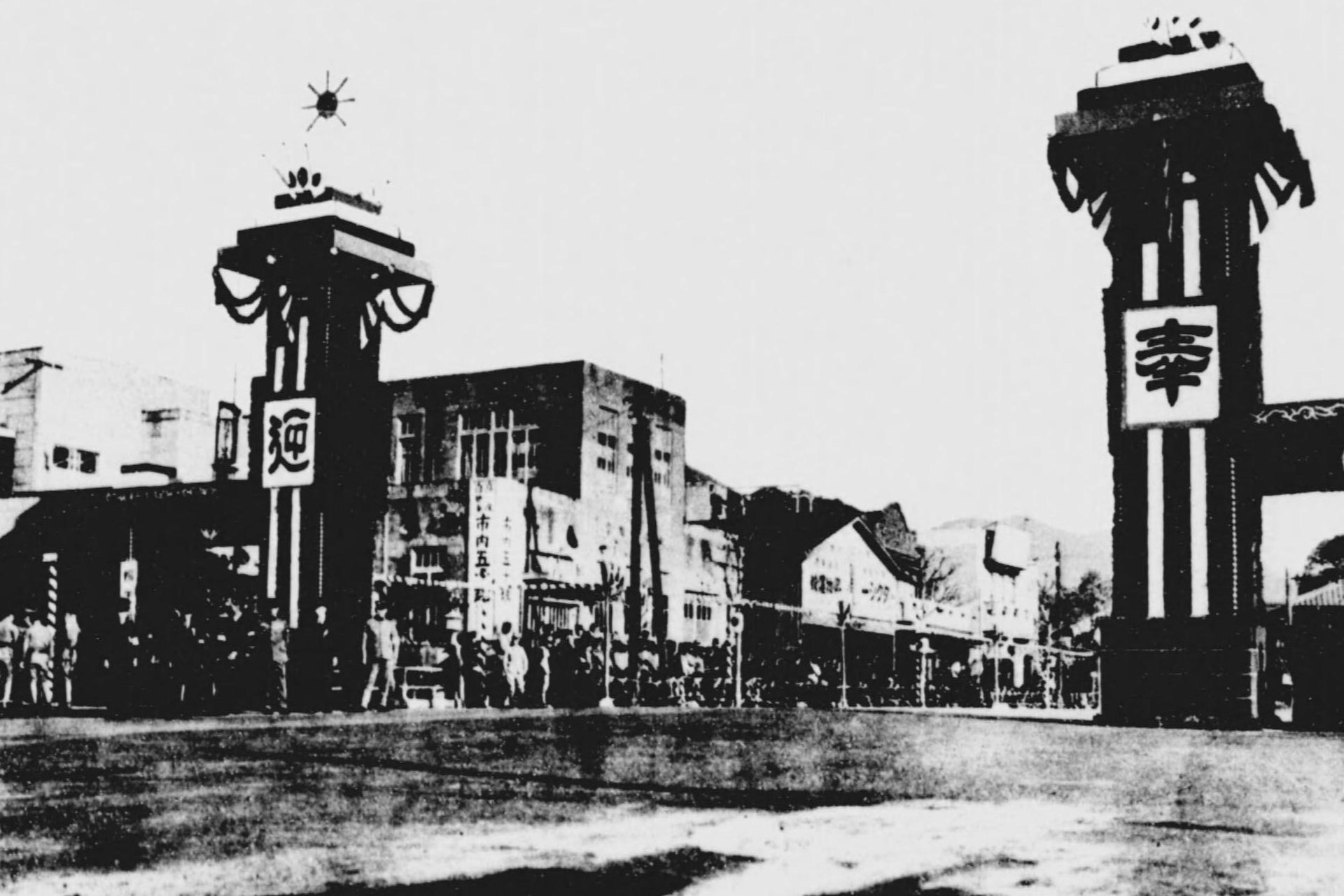
事件当日の桐生駅前

昭和天皇誤導事件（しょうわてんのうごどうじけん）は、1934年（昭和9年）11月16日に群馬県で行われた陸軍特別大演習において、視察に訪れた昭和天皇一行の先導をしていた警部が道を誤ってしまい、一時天皇一行が行方不明になったと大騒ぎになった警察の失態事件である。前代未聞の事態であったため関係者は処分されたが、先導していた警部の1人が責任を取って自決（未遂となる）を図った。
昭和天皇一行行方不明事件（しょうわてんのういっこうゆくえふめいじけん）、桐生鹵簿誤導事件（きりゅうろぼごどうじけん）とも呼ぶ（「鹵簿（ろぼ）」は行幸の行列のこと）。

## 経緯
1934年（昭和9年）11月、昭和天皇臨席のもと陸軍特別大演習が群馬県の高崎練兵場で行われた。観兵式に出席した後、16日午前中に昭和天皇一行は桐生市に行幸することになっていた。予定された親覧順序は「桐生駅 - 桐生西小学校 - 桐生高等工業学校」であった。
11月16日午前9時41分、両毛線桐生駅に到着した昭和天皇は御料車に乗り、群馬県警察部衛生課次席警部・本多重平、前橋署兼県警務部警部・見城甲五郎、運転手・矢島豊次の3人が乗る先導車の先導を受けて桐生西小に向かった。ところが桐生西小に向かうには本来末広町1丁目の交差点を左折しなければならないところ、先導車が誤って直進してしまったために後続の御料車も直進、やむなく次の本町5丁目の交差点を左折し本町通りに入り、2番目の目的地である桐生高工へ向かった。桐生高工では予定より25分も早く天皇が到着したため狼狽したものの行幸を無事終えた。一方、昭和天皇が先に訪問するはずだった桐生西小では、「天皇一行が行方不明になった」と大騒ぎになった。続いて桐生西小へ移動し、結果的に桐生駅から次の目的地・足利への出発は13分の遅れが出ることとなった。
順序を間違った原因であるが、実は本多警部は前日既に昭和天皇一行を前橋市で先導して任務を終えていた。しかし16日に桐生市において先導役となる予定だった者が体調不良で辞退してその代役を頼まれたため、事前の下見を行っていなかった桐生市内でも先導することになった。しかし、昭和天皇を奉迎するための群衆で賑わう沿道の光景から、非日常の世界が広がっていたため幻惑され、予定で曲がるはずだった交差点では、先導者の運転手をはじめ、本多警部ももう1人の警部も、「直進して当然だと思った」という。そのため、先導車の運転手が間違いに気付いたのはかなり後になってからであり、聖駕（天皇が乗車する車）も近づいており引き返せないため、本多警部は直進を命じたという。

## 本多警部のその後
本多重平警部は当時42歳、利根郡新治村の出身で、実兄は甘粕事件で軍法会議に付された本多重雄憲兵上等兵であった。
事件後、本多警部や見城警部は責任を感じて自宅謹慎していた。県当局は自決を心配し部下2人を監視に付かせていた。しかし18日朝、昭和天皇一行を乗せたお召し列車が前橋駅を出発する時刻が迫った時、本多警部は部下や家人に「見送りに行け」と命じ、午前9時8分、列車が駅を出発した奉祝の花火を合図に日本刀で喉を突いて自決を図った。
しかし、日本刀を素手で持っていたため、指が切れて突く力が弱くなり、一命を取り止めた（一部の資料では死亡したとされるが誤伝である）。このことは天皇一行にも「警部が責任を取り、自決した」と報告されたという。自決を図ったことについては、当時は「よくぞ責任を取ってくれた」と賞賛する声が挙がったという。
本多警部は命に別状はなかったものの後遺症は重大で、舌の筋肉が切断されたため、会話に支障が出る状態になった上に、食道と気道が癒着してしまい、食事をするのも難しい状態になった。彼は全国からの賞賛の声に励まされ、「もう1度天皇陛下のために生きる」決心をしたという。警察の出世コースからは外れたが、国立療養所事務長などを歴任し、1946年（昭和21年）まで公職を務めたという。
1945年（昭和20年）8月15日、日本の降伏により、太平洋戦争（大東亜戦争）は日本の敗戦で終結した。昭和天皇が人間宣言を発し、戦前・戦中期のような軍服姿ではなく背広姿で日本各地を巡幸する姿を見て、本多元警部は「武士道は必要なくなった」「もう世を捨てた」と漏らしたという。
晩年は郷里で農業に従事し、1960年（昭和35年）5月22日に天ぷらを喉に詰まらせ68歳で死去した。

## 関係者の処分
11月19日、金沢正雄群馬県知事は上京し、内務省に出頭して今回の全責任は自身にあり、下級官吏に責を負わせないことを主張した。
12月10日、政府は持ち回り閣議の結果、以下の懲戒処分を決定・発令した。
減俸（2ヶ月、1割）
- 久保田畯 - 群馬県書記官（警察部長）
- 八木義信 - 地方警視（群馬県警務課長）

譴責
- 金沢正雄 - 群馬県知事
- 唐沢俊樹 - 内務省刑保局長
- 宮野省三 - 内務書記官（警務課長）
- 狩野平八 - 地方警視（桐生署長）

同日、群馬県でも金沢知事を委員長とする普通文官懲戒委員会が開かれ、以下の処分を決定した。
減俸（1ヶ月、1割）
- 小林房吉 - 群馬県警部、保安大隊長として車両・運転手の配給の責任者だった。

減俸（3ヶ月、1割）
- 本多重平 - 群馬県警部
- 見城甲五郎 - 群馬県警部
- 矢島豊次 - 自動車運転手、同時に中之条土木事務所に転任。

## 議会の動き

### 国会
事件後、岡田啓介首相と後藤文夫内相（岡田内閣）が天皇にお詫びしたところ、天皇は別段の咎めもなく許したが、当時野党の立場にあった立憲政友会は、帝国議会でこれを取り上げ、その原因は群馬県知事と警察部長の対立が原因であるとして後藤内相を攻撃した 。これについて岡田首相は、翌年の議会で取り上げられた国体明徴論と合わせて、「政党人の自己否定につながる行為であった」と批判している。

### 群馬県会
群馬県会では12月3日、政友派が久保田警察部長に対する責任追及を図ったのに対し、民政派が誤導問題論議反対の声明書発表や内務省への上申書提出を行うなど紛糾したが、翌年3月に民政派がひとまず矛を収めたことで議論は落ち着きをみた。

## 影響

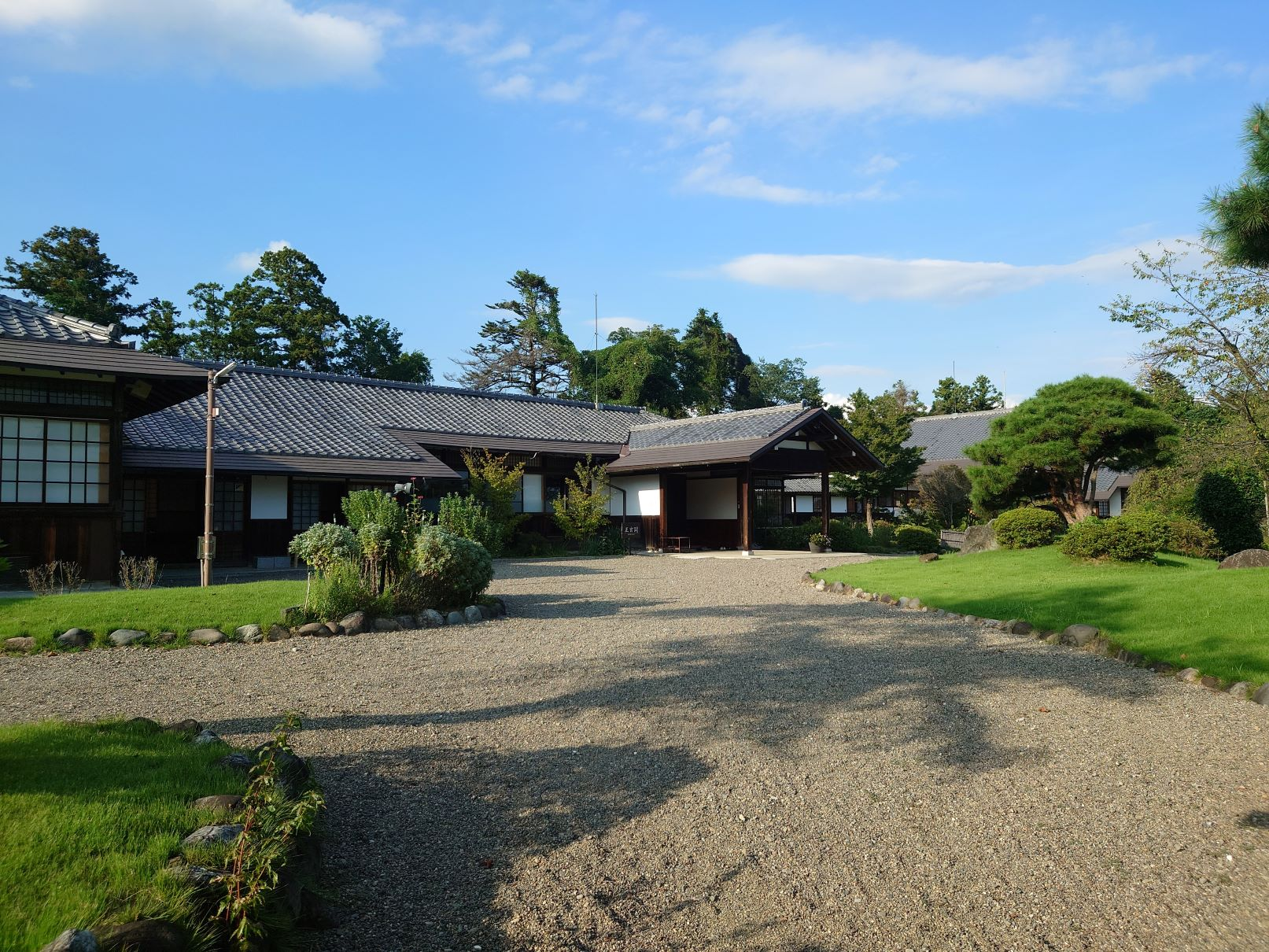
東国敬神道場（現・富岡市社会教育館）

誤導事件の発生は関係者だけでなく一般市民にも大きな衝撃を与え、1週間後には桐生市を挙げて「謹謝式」が営まれ宮城遙拝が実施された。群馬県民は意気消沈し、懲戒処分としては譴責で済んだ金沢知事も翌年1月に依願免官となった。後任の君島清吉知事は、この沈滞した状況に活気を与えるため敬神崇祖精神の高揚を図った。具体的には、群馬県内の古墳の一斉調査を行い、『上毛古墳綜覧』を発刊し、県内の遺跡の顕彰と保護を目指した。また、敬神崇祖精神高揚事業期成会を結成し、一之宮貫前神社境内に東国敬神道場（現・富岡市社会教育館）を建設した。このような政策により君島知事は「敬神知事」と呼ばれている。